# Michael Mariano
Pour les articles homonymes, voir Mariano.
Michael Mariano (en somali : Maykal Maryaano), né en 1914 à Berbera (Somalie britannique) et mort en 1987, est un avocat, homme politique et homme d'affaires somalien, artisan de l'indépendance somalienne vis-à-vis du Royaume-Uni dans les années 1950.
Il est principalement connu pour avoir dirigé une délégation au siège de l'ONU à New York et plaidé pour le retour de la réserve du Haud, habitée par les Somaliens, à l'administration somalienne de l'Empire éthiopien. Il est un membre notable de la Ligue de la jeunesse somalie.

## Biographie

### Jeunesse
Michael naît à Berbera, en Somalie britannique, en 1914 dans la sous-division Uduruxmiin du sous-clan Habr Je'lo du clan Isaaq. Il perd rapidement son père à un âge précoce. Sa mère déménage à Aden et Mariano est élevé par une mission catholique dans la colonie d'Aden,. Il rejoint par la suite la fonction publique dans l'administration britannique et forme un club politique masculin à Burao en 1936.

### Engagement contre le protectorat britannique en Somalie et réaction de l'Éthiopie
Mariano émerge sur la scène politique après un succès professionnel à Dire Dawa. En rencontrant les dirigeants de la Ligue de la jeunesse somalienne, son expertise est sollicitée et Michael rejoint le parti en 1947. Il rédige de nombreux documents clés que la Ligue utilise pour communiquer avec les autorités britanniques de Somalie et du Territoire sous tutelle de la Somalie. Son plaidoyer et sa position provoque la colère des autorités éthiopiennes qui finissent par arrêter Michael et sa famille. Après avoir simulé un divorce, les autorités éthiopiennes le laissent libre mais il n'est pas été autorisé à retourner en ville[Laquelle ?]. Il est en  contact avec d'autres personnalités anticoloniales telles que le Cheikh Ali Bashir (qui vient une fois chez Mariano et exige de savoir pourquoi il aide les Somaliens à apprendre l'anglais afin de se préparer à l'examen annuel de la fonction publique). L'aptitude et la grande capacité d'expression de Mariano le placent sur le devant de la scène dans le conflit lié à la région du Haud.

### Engagement pour la restitution de la Réserve du Haud

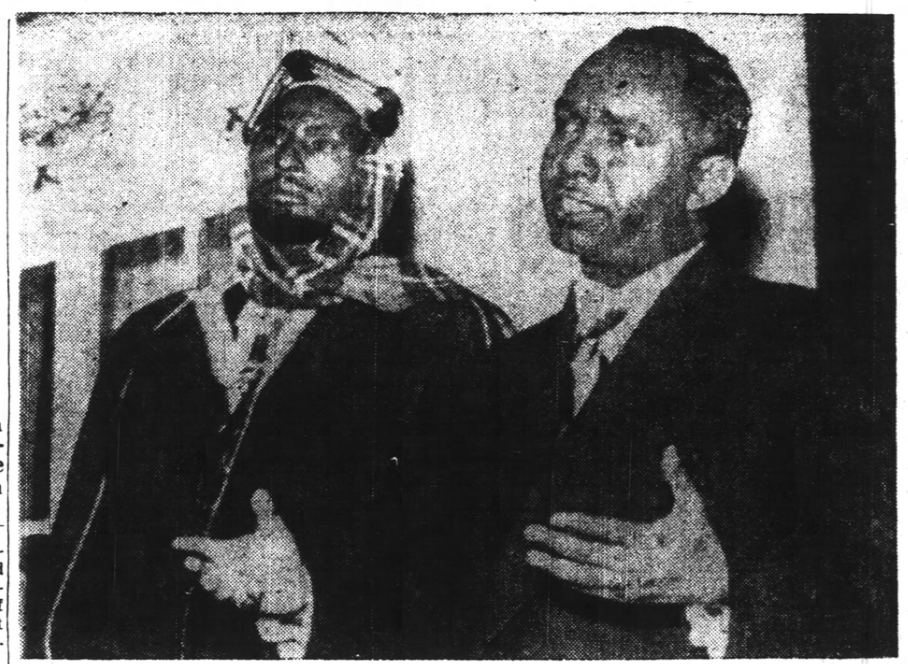
Michael Mariano (à droite) à la 2e délégation à New York, en 1955

#### Délégation de Londres
En 1955, Mariano est membre d'une équipe de 4 délégations d'hommes politiques et de sultans qui se rend à Londres, Royaume-Uni. Leur objectif est de faire pression sur le gouvernement britannique pour qu'il restitue aux Somaliens le territoire connu sous le nom de « Réserve Haud » cédé à l'Empire éthiopien lors du traité anglo-éthiopien de 1954. Le National United Front est une division de la Ligue nationale somalienne spécialement créée à cet effet et Mariano, une figure fondatrice, est nommé vice-président du parti.
Dans Politiques impériales et nationalisme dans la décolonisation du Somaliland, 1954-1960, l'historien Jama Mohamed écrit:

« Le NUF a fait campagne pour le retour des territoires tant au Somaliland qu'à l'étranger. En mars 1955, par exemple, une délégation composée de Michael Mariano, Abokor Haji Farah et Abdi Dahir se rendit à Mogadiscio pour gagner le soutien et la coopération des groupes nationalistes en Somalie. Et en février et mai 1955, une autre délégation composée de deux sultans traditionnels (le sultan Abdillahi Sultan Deria et le sultan Abdulrahman Sultan Deria) et de deux politiciens modérés formés en Occident (Michael Mariano, Abdirahman Ali Mohamed Dubeh) visita Londres et New York. Au cours de leur tournée à Londres, ils ont officiellement rencontré et discuté de la question avec le secrétaire d'État aux Colonies, Alan Lennox-Boyd. Ils ont parlé à Lennox-Boyd des traités anglo-somaliens de 1885. En vertu des accords, a déclaré Michael Mariano, le gouvernement britannique « s'est engagé à ne jamais céder, vendre, hypothéquer ou autrement donner pour occupation, sauf au gouvernement britannique, toute partie du territoire qu'il habite ou qui est sous son contrôle ». Mais maintenant, le peuple somalien « a appris que sa terre était donnée à l'Éthiopie en vertu d'un traité anglo-éthiopien de 1897 ». Ce traité, cependant, était « en conflit » avec les traités anglo-somaliens « qui avaient préséance dans le temps sur le traité anglo-éthiopien de 1897 ». Le gouvernement britannique avait « outrepassé ses pouvoirs lorsqu'il a conclu le traité de 1897 et le traité de 1897 ne liait pas les tribus ». Le sultan Abdillahi a également ajouté que l'accord de 1954 était un « grand choc pour le peuple somalien » puisqu'il n'avait pas été informé des négociations et que le gouvernement britannique administrait la région depuis 1941. Les délégués ont demandé, comme l'a dit le sultan Abdulrahman, le report de la mise en œuvre de l'accord pour « accorder à la délégation le temps de plaider sa cause » au Parlement et dans les organisations internationales. »

#### Délégation de New York
Au cours de la même année, Mariano dirige une 2e délégation, qui se rend cette fois au siège des Nations Unies à New York. Le problème est que le gouvernement britannique avait violé les traités qu'il avait signés avec les clans somaliens en cédant leur territoire à l'Éthiopie lors du traité anglo-éthiopien de 1897.

### Indépendance et République somalienne
Mariano est un fervent militant pour l'indépendance et un membre du comité consultatif du protectorat britannique du Somaliland qui travaille à préparer le Somaliland à l'indépendance vis-à-vis du Royaume-Uni. Aux côtés d'autres membres actifs tels que Mohamed Ibrahim Egal et le sultan Abdillahi Deria, ils supervisent l'indépendance le 26 juin 1960. Le Somaliland s'unifie au Somaliland italien le 1er juillet 1960 pour former la République somalie. Mariano remporte un siège à Erigavo, une partie du district de Burao, et devient donc député au Parlement somalien.

#### Libération du Kenya somalien
La province nord-orientale du Kenya est un territoire exclusivement habité par les Somaliens au Kenya, qui englobe le comté de Wajir, le comté de Garissa et le comté de Mandera. De 1960 à 1967, la République somalienne soutient les efforts somaliens pour unifier le territoire ethnique somalien avec la Somalie proprement dite. Mariano lui-même tient une émission de radio sur Radio Mogadisho intitulée « Besoins du peuple somalien » et donne en 1962 des conseils concernant la situation de la province. Il est l'une des figures de proue de la guerre intellectuelle contre le Kenya tandis que les combattants Shifta combattaient l'armée kenyane. Cela fait partie de sa déclaration diffusée le 26 octobre 1962 :

« Le cri « Faisons sécession du Kenya et faisons l'union avec la République somalienne » est en effet clair. Il signifie ce qu'il dit et c'est tout. Mais s'il y a des demandes telles que « Faisons sécession du Kenya mais soyons sous un régime temporaire séparé », cela peut entraîner une réponse du type « Nous ne pouvons pas vous gouverner séparément et temporairement et il vaut mieux que vous soyez lié au Kenya comme avant. ». C'est la pire des choses et cela peut apporter du mécontentement. La meilleure chose à faire pour le peuple est de clarifier sa position, c'est-à-dire a) de faire sécession du Kenya et b) de s'unir à ses frères de la République somalienne. Tous les Somaliens vous soutiennent en cela. Ils vous soutiennent dans ce que vous avez décidé et ce que vous déciderez. Nous travaillerons avec vous. Nous sommes à vos côtés, côte à côte. Toute l'Afrique veut « uhuru » (liberté) et vous en voulez votre part. Cette part, c'est de l'obtenir avec vos frères somaliens. »

Mariano et Abdullahi Issa justifient également la décision de la République somalienne de rompre les relations diplomatiques avec le Royaume-Uni par son soutien au Kenya dans le différend autour de la province nord-orientale. Mariano donne alors une interview pour expliquer la position du gouvernement et les sentiments du peuple somalien.

### Fin de carrière politique
Après qu'Egal est devenu le 3e Premier ministre de la Somalie en 1967, il nomme Mariano au poste de ministre de la Planification. Il occupe ce poste jusqu'au coup d'État de 1969 et est emprisonné aux côtés du reste du gouvernement par le nouveau président Siad Barre. Mariano est libéré avec le reste du cabinet à l'exception d'Egal en 1974 et devient ambassadeur en Zambie. Le président Barre demande son aide pour rédiger des documents justifiant les revendications territoriales de la Somalie dans la guerre de l'Ogaden et l'expertise passée de Mariano avec la Ligue de la jeunesse somalienne lui est utile. Après la guerre, Mariano se reconvertit en tant qu'homme d'affaires, mais cette fois en commençant ses opérations à Mogadiscio. Mariano et sa famille se convertissent à l'islam, décision attendue par le pays, de Mogadiscio à Hargeisa. Atteint d'un cancer du sang, il prend sa retraite de la fonction publique en 1986 avant de finalement mourir en 1987, et reçoit des funérailles nationales à Mogadiscio.